# 切萨雷·龙勃罗梭

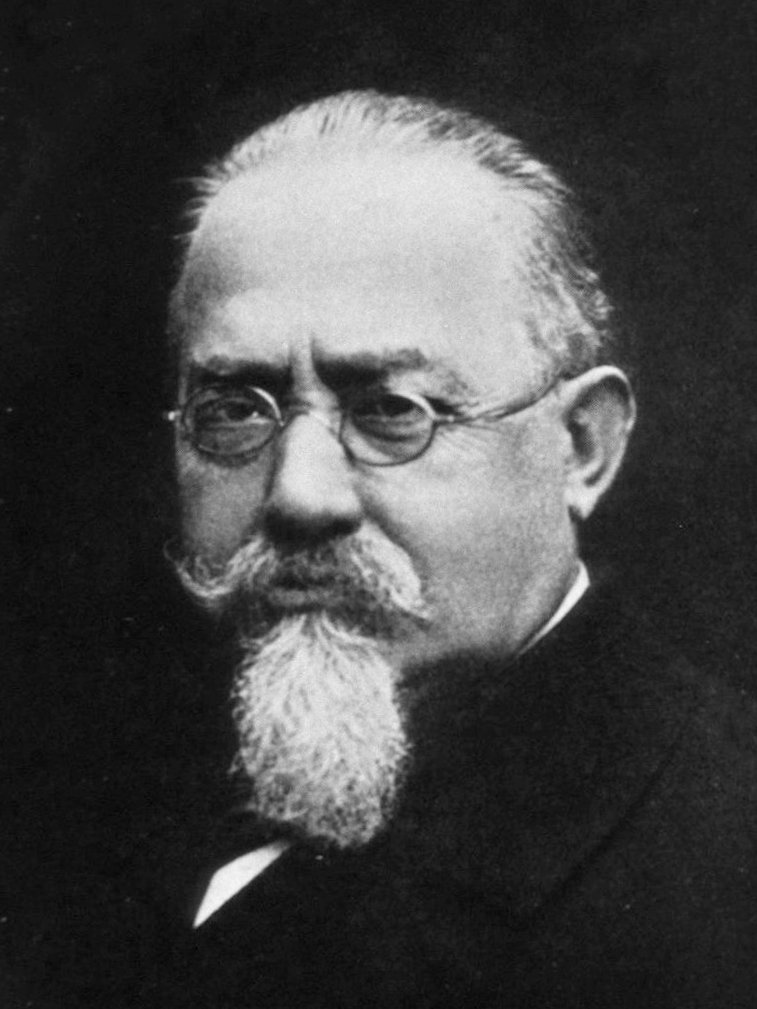
切萨雷·龙勃罗梭

切萨雷·龙勃罗梭（Cesare Lombroso，1835年11月6日—1909年10月15日），台灣譯為龍布羅梭，为意大利犯罪学家、精神病学家，刑事人类学派的创始人。他摒弃古典学派认为犯罪源于人的自由意志和功利主义的理论，而是强调生理因素对犯罪的影响。他重视对罪犯的生理解剖的研究，比较研究精神病人和犯罪人的关系，从犯罪人和精神病人的颅相、體格等生理特徵判断犯罪的倾向。他所提出最有名的概念是「生來犯罪人」，亦称“天生犯罪人”。

## 生平
龙勃罗梭生于维罗纳一个富裕的犹太人家庭。曾在帕多瓦大学、维也纳大学和巴黎大学学习语言和文学。后改变志向成为了一名军医。1866年他担任帕维亚大学的客座讲师。此后他注意在战场上收集战士和平民的颅骨，逐渐扩展到从精神病院和监狱收集去世的精神病人和罪犯的颅骨。1871年成为佩萨罗地区精神病院院长。1878年任都灵大学法医学教授。

## 主要理论
龙勃罗梭的主要理论认为犯罪是由多种生理反常导致的，他推测犯罪行为代表着一种返祖性，“罪犯应该具有类似类人猿的形态和构造”，这些生物学上的缺陷导致罪犯和现代社会和文明产生冲突。经过多年对正常人和罪犯的研究，龙勃罗梭认为这种「生來犯罪人」可以从解剖学上得到确认，罪犯多具有有坡度的前额，不同寻常的耳朵，不对称的面部，格外长的手臂以及其他的“生理特征”，某一类罪犯还对应着某一类特殊的生理特征。龙勃罗梭还认为罪犯有较为迟钝的痛感，更为敏锐的视力，缺少道德感，更为粗鲁和残忍。除去描述了“天生的犯罪性”的特征外，龙勃罗梭还描述了“偶然的犯罪性”指的在冲动下会引起犯罪的特征。
龙勃罗梭的研究方法是诊断性和描述性的，带有对颅骨尺寸和其他部位的详细测量与细节，他并没有使用统计方法来分析犯罪者和常人的区别。虽然在他的晚年认识到某些心理和社会因素对犯罪的影响，但总体上倾向于犯罪颅相学。龙勃罗梭的理论在欧洲遭到了批判，在美国则比较被接受。1913年勾林发表了《英国罪犯：统计学研究》，指出了“犯罪者和常人并无显著的生理上差异”，反驳了龙勃罗梭的观点。